# Вулька-Пентковська
Вулька-Пентковська (пол. Wólka Pętkowska) — село в Польщі, у гміні Балтув Островецького повіту Свентокшиського воєводства.
Населення — 193 особи (2011).
У 1975-1998 роках село належало до Келецького воєводства.

## Демографія
Демографічна структура на день 31 березня 2011 року:
|          | Загалом | Допрацездатний вік | Працездатний вік | Постпрацездатний вік |
| -------- | ------- | ------------------ | ---------------- | -------------------- |
| Чоловіки | 103     | 14                 | 72               | 17                   |
| Жінки    | 90      | 13                 | 39               | 38                   |
| Разом    | 193     | 27                 | 111              | 55                   |